# Coda (файловая система)
Coda — Распределённая (сетевая) файловая система (ФС), разработанная как исследовательский проект в университете Карнеги — Меллона в 1987 году под руководством Махадева Сатьянарайанана (англ. Mahadev Satyanarayanan). Данная файловая система разработана на основе старой версии AFS (AFS-2) и обладает множеством схожих возможностей. Распространяется под лицензией GNU GPL.
Coda всё ещё находится в разработке, но акцент смещается от научных исследования в сторону создания надёжного продукта для коммерческого использования.
Файловая система InterMezzo, так же разрабатываемая в университете Карнеги — Меллона, позаимствовала множество дизайнерских решений от ФС Coda.

## Возможности
Coda обладает множеством возможностей, которые желательны для сетевых (распределённых) файловых систем.
- Coda находится в свободном доступе под либеральной лицензией
- Отключённые операции для мобильных вычислений
- Высокая производительность на клиентской стороне благодаря постоянному кэшированию
- Репликация сервера
- Модель безопасности для аутентификации, шифрования и управления доступом
- Продолжение работы при сбоях в серверной сети
- Адаптация к пропускной способности сети
- Хорошая расширяемость
- Хорошая семантика обмена, даже в случае сбоев сети

## Поддерживаемые платформы
Coda изначально была разработана для UNIX-платформ. В настоящее время, она включена в ядро Linux 2.6. Также Coda была портирована на FreeBSD. Существует проект по переносу данной ФС на платформы Microsoft Windows, начиная от эры Windows 95/Windows 98, до Windows NT и Windows XP,  с помощью проектов с открытым исходным кодом вроде DJGCC DOS C Compiler и Cygwin.